# Eduardo Lourenço
Eduardo Lourenço (ur. 23 maja 1923 w San Pedro de Rio Seco, zm. 1 grudnia 2020) – portugalski profesor, pisarz, eseista, krytyk literacki, filozof. Otrzymał wiele odznaczeń i wyróżnień w tym Nagrodę Camõesa (port. Prémio Camões) w 1996 r. 